# Prekurzor (chemie)
Slovo prekurzor (též prekursor) označuje v chemii sloučeninu, která se účastní chemické reakce, kdy vzniká jiná sloučenina. V biochemii se tento termín používá specifičtěji k označení chemické sloučeniny, která předchází jinou sloučeninu na metabolické dráze.

## Prekurzory v právní terminologii

### Drogy
Jako prekurzor může být specificky označována chemická látka použitá nebo určená k výrobě omamné nebo psychotropní látky („prekurzory drog“). Podle zákona č. 167/1998 Sb., o návykových látkách, se jako prekurzor označuje látka uvedená v kategorie 1 přílohy I přímo použitelného předpisu Evropských společenství (Nařízení Evropského Parlamentu a Rady (ES) č. 273/2004 ze dne 11. února 2004 o prekursorech drog) nebo v kategorii 1 přílohy přímo použitelného předpisu Evropských společenství (Nařízení Rady (ES) č. 111/2005). Nakládání s prekurzory je regulováno tímto zákonem v návaznosti na legislativu Evropských společenství a mezinárodní úmluvy. Takovými prekurzory jsou například pseudoefedrin nebo ergotamin.

### Výbušniny
V Evropské unii je od roku 2013 v platnosti nařízení Evropského parlamentu a Rady, kterým je nepodnikajícím fyzickým osobám zakázán prodej a držení vyjmenovaných chemických látek považováných za prekurzory výbušnin. Na tyto látky a také na některé další se vztahuje též povinné hlášení podezřelých transakcí.